# 소득 분배
소득 분배(所得分配, 영어: income distribution)는 경제학에서 한 국가의 GDP가 인구에 어떻게 분배되어 있는가를 다룬다. 경제이론과 경제정책은 오랜 기간 소득과 분배를 주된 관심 주제로 거론되고 있다.

## 기능적 분배와 개인적 분배
소득분배 문제로서 우선 사람들의 관심거리가 되는 것은 자본주의 경제에서 볼 수 있는 빈부의 격차, 즉 개인소득의 현저한 불공평이라는 사실이다. 이러한 ‘개인적 분배’ 혹은 소득분포에 대해서는 파레토(Pareto, 1848∼1923)와 기타 사람들에 의해 통계적인 분석이 거듭되어 왔으나 경제학이 직접 분배이론의 대상으로 한 것은 반드시 이것은 아니었다. 근대경제학에서는 오히려 각자의 소득이 형성되는 장(場)으로서의 기업에서 생산성과 분배가 어떻게 이루어지는 것인가가 문제가 된다. 그 곳에서는 여러 각도로 생산에 참가하는 각자의 소득이, 각자가 제공하는 생산용역의 수량과 그 가격 내지 보수율에 따라 결정되나, 이 보수는 각 용역이 생산의 과정에서 이루는 기능에 따라 지급되는 것으로 간주된다. 이런 뜻에서 이 측면에서의 소득분배를 클라크(Jhon Bates Clark 1847∼1938)의 이론에 따라 ‘기능적 분배’로 부르는 것이 상례이다. 따라서 기능적 분배이론은, 기업의 생산이론과 직결되어 있으며 오늘날에는 한계생산능력이론이 그 내용을 이루고 있다.  기능적 분배와 개인적 분배는 반드시 무관계한 것은 아니다. 개인소득이 각 개인에게 소용되는 자산이나 노동력의 양과 질에 따라 차이가 있음은 당연한 것이다. 노동용역을 기업에 제공하고 임금소득에 따라 생활하는 다수의 사람들은 이렇다 할 자산을 소유하지 못하는 것이나 노동이라는 생산적 기능에 대한 보수와 노동자 가계의 개인소득과는 대체로 일치하는 것으로 보아 무방하다. 비노동자 가계의 고액소득이 물적 자산 내지 자본의 제공에 대한 보수로 이룩되는 것이라면 여기에서 개인소득의 격차문제는 노동소득 대 자본소득의 문제가 되며 또한 국민소득의 노사간 분배문제에도 기능적 분배이론의 직접적인 적용이 기대될 수 있다.  사실 이 문제는 주로 영국의 신고전파(新古典派) 경제학자에 의해 제기되고 있다. 다만 자산의 개인적 분배에 대해서는 근대 경제학은 이를 역사적 여건으로서 취급함에 그치는데 마르크스를 포함한 고전파의 이론에 있어서는 자산소유에 따라 계급을 구분하여 문제를 ‘계급적 분배’로서 파악한다. 그리하여 자산 내지 자본의 축적이 계급적 분배를 어떻게 변화시켜 가는가 또는 자본축적이 어떻게 분배에 따라 영향을 받는가를 추구했다. 그러나 고전파에서는 한편으로 기능적 분배의 이론이 전혀 결여되어 있으며 그 측면에 대해서는 거꾸로 근대경제학에 의해 보강되어야 할 많은 문제점을 안고 있다.

## 임금학설
임금은 말할 나위도 없이 노동의 제공에 대해 지급되는 보수인데 다른 생산요소와 달리 노동이 인간의 주체적 행동 그 자체인 만큼 임금수준의 결정에는 현실적으로 복잡한 여러 요인이 개재한다. 따라서 여태까지 제시된 임금학설도 매우 다양하다.

## 이윤학설
이윤은 기업활동의 성과로서의 기업 총수입에서 사용 생산요소에 분배되는 총비용을 공제한 잔여이며 기업의 소유자에게 귀속할 소득이라고 보는 것이 상례이다. 그러나 대개의 이윤학설은 이를 단순한 잉여(residual)로 보는 것에 그치지 않고 이윤의 원천 내지는 성립의 근거로 규명하려는 경우가 많다.

## 지대학설
지대는 토지의 이용에 관해 토지소유자에게 지급되는 임대료(賃貸料=rent)이다. 지대의 설명원리로서는 차액지대설(差額地代說), 절대지대설 및 한계생산력설 세 가지를 생각할 수 있다.

## 이자학설
이자의 본질이나 그 존재이유에 대해서는 예부터 적지 않은 토론이 거듭되어 왔다. 금리에 대한 모멸(侮蔑)과 대부거래(貸付去來)에 대한 불신은 근세초기까지 서구사회의 일반적인 풍조였다. 중상주의시대에 이르러 자본의 중요성과 이자의 합칙성(合則性)이 적극 평가되어 저이자율이 국민경제에 끼치는 영향까지 언급되었다. 고전파의 스미스나 리카도에서는 화폐나 대부자본에서는 이론으로서의 발전은 없으며 또한 마르크스의 자본론에서는 이자의 원천에 대해서만 지적(指摘)이 있을 뿐이고 이자율의 결정에 관한 체계적인 이론은 존재하지 않았다.  근대경제학이 전개한 이자이론은 다음의 세 가지로 나눌 수 있다. 첫째 실물적 이자론 내지 자본이자론이라고도 할 수 있는 것으로 이는 오스트리아학파나 북구학파(北歐學派)의 이론이다. 둘째는 대부자금설(貸付資金說)로서 신고전파에서 나타나 있다. 셋째는 유동성 선호이론(流動性選好理論)이며 이는 케인스의 이자론이다.

### 실물적 이자론
예컨대 발라가 자본재를 노동과 토지에 버금하는 제3의 생산요소로 보고서 그 용역가격으로서의 자본이자의 결정에 단순히 한계생산력 원리를 적용시킨 것은 타당한 듯이 보인다. 그러나 이를 넘어서 자본이자의 존재에 대해 시간요소의 중요성을 강조하여 자본의 특수한 생산력이나 역할을 주장하는 학파가 있는데 중심은 뵘 바베르크(E. von B  hm Bawerk 1851∼1914)이다. 그에 따르면 이자는 화폐거래에 나타나는데 이는 현재재(現在財)를 대표하는 화폐와 장래재의 그것과의 교환이다. 현재재는 장래재에 비해 높은 주관적 가치를 지니며 차용자(借用者)는 이 가치차액만큼 이자를 지급한다. 현재재가 보다 높은 평가를 지니는 원인으로서 그가 가장 중요시하는 것은 현재재가 생산과정에서 보다 우회적으로 사용됨으로써 즉 이를 직접 소비함이 없이 실물자본으로 이용함에 따라 물리적으로도 양을 늘리고 그 효과도 증대시키는 것이 가능하기 때문이다. 우회생산(迂廻生産)은 본원적 생산요소를 보다 유효하게 활용하는 방법이며 자본이자는 우회생산의 이익 바로 그것이다. 그것은 또한 투하된 여러 요소들이 생산물이 되기까지의 생산과정에서 구속됨을 인내하는 보수(報酬)라고도 할 수 있다. 그리고 이자율의 결정에 대해서는 그는 새로운 임금기금설(賃金基金說)이라고도 할 수 있는 것과 관련시켰다.  이 기금은 우회생산의 기간 중 노동자의 활동을 뒷받침하는 소여(所與)의 생존자료이다. 우회기간을 연장하면 노동자당 수익은 커지나 일정한 임금 아래서 기금이 지탱할 수 있는 노동자 수는 이에 따라 감소하지 않으면 안된다. 그는 노동자의 완전고용을 보장함과 아울러 노동자당 수익에서 임금을 공제한 잔여가 극대가 될 수 있는 생산기간과 임금률 및 이윤율 즉 자본이자율(資本利子律)을 추구했다.  뵘 바베르크의 자본이자율은 후에 빅셀(Wicksell)로 계승되어 심화되었다. 이 이자율을 빅셀은 자연이자율이라 부르고 화폐시장에서 현실적으로 성립되고 있는 시장이자율과는 구별했다. 그리하여 빅셀은 이 양자의 불일치가 물가상승 내지 하락을 낳는다는 그의 누적과정(累積過程)을 설명했다. 여기서 말하는 자본이자론은 오히려 기업의 이자부담의 원천 내지 이윤율의 성립을 설명하여 시장이자율에 대응한 기업의 투자수요를 파악하기 위한 이론이 된다. 그리하여 빅셀은 후에 자연이자율을 대부지금설의 입장에서 기왕의 정의(定義)에 수정을 가한 것이다.

### 유동성 선호설
케인스에 의하면 이자는 순수한 화폐적 현상이며 실물자본의 생산력이나 투자의 한계효율과는 별도로 해석할 필요가 있다. 이자는 화폐의 유동성 － 그 밖의 어떤 것과도 교환이 가능하다는 화폐 특유의 속성－의 가격이며, 이자는 화폐스톡에 대한 수요와 화폐당국에 의한 화폐공급량을 균형시키는 수준으로 결정된다. 화폐스톡에 대한 수요의 일부는 거래적인 동기 및 저축적 동기에서 이루어지며 이것들은 국민소득의 증가함수이다. 다른 일부는 이른바 투기적 동기에 의한 것으로서, 그것은 공·사채와 같은 확정부리 채권시장(確定付利債券市場)에서 증권가격의 하락(이자율의 상승)을 기대하여 수요되는 부분이다. 이는 이자율의 감소함수이다.  국민소득이 증가하여 현금수요가 증가되면 확정부리채권(確定付利債券)의 공급이 많아지며 이자율은 상승할 것이다. 한편으로는 국민소득은 투자를 통한 이자율의 함수이며 이자율저하는 국민소득을 증대시킨다. 국민소득과 이자율이란 이렇게 하여 서로 작용하면서 양자의 균형수준은 동시에 결정된다.  대부자금설과 유동성 선호설과는 일반균형이론에서 보면 대체적이어서 본질적으로는 동일한 사실에 대한 두 개의 다른 표현으로 간주된다. 이는 특히 힉스(Hicks)에 의해 강조된 견해이다. 즉 화폐시장과 대부자금의 시장을 제외한 모든 시장에서 수급의 균형이 이루어져 있을 때 만일 화폐시장에서 수급이 일치되면 대부자금 시장에서도 그 이면에서 수급이 균등화하지 않을 수 없다. 왜냐하면 모든 재화나 서비스, 화폐시장의 총수요액과 공급총액은 항등적인 까닭이다. 즉 화폐의 수급균형에 의한 이율의 결정과 증권의 수급균형에 따르는 이율의 결정은 표리(表裏)의 관계에 있다는 것이다. 그러나 이 해석을 채택할 때 케인스가 대부자금설의 배후에서 본 기본적 상정이나 이론적 구성과 케인스의 그것과의 차이는 무시되어 있으며 대부 자금시장은 단순히 증권시장과 동일시되어 있음에 유의해야 한다.

### 대부자금설
여기서는 이자가 대부자금의 가격이며 이자율은 어느 기간의 자금수요의 흐름이 균형되는 점에서 결정된다. 자금수요는 투자이며 공급은 저축이다. 투자는 이자율의 감소함수, 저축은 증가함수로 이해되어 이자율의 조정을 통해 투자와 저축은 균등화한다. 그리하여 투자와 이자율과의 관계의 배후에는 마셜이나 빅셀이 유의했듯이 새 자본이 지니는 생산력 혹은 투자의 한계효율을 이자 부담력으로서 상정(想定)하고 있으며 자본이자론과 무관계한 것은 아니다. 또한 경제의 진보에 있어서 저축의 역할 강조에도 역점을 두고 있었다.  그러나 케인스가 날카롭게 비판했듯이 신고전파의 이 이론은 완전고용을 전제로 하고 있으며 그 이자율의 역할은 완전고용하의 국민소득을 소비와 투자에 배분하는 일이었다. 만일 기업의 투자의욕이 드높아지면 그것은 저축을 증가시켜 소비를 억제하고 경제발전을 가능케 한다. 저축증가가 선행하면 이자율의 저하를 통해서 투자를 자극했을 것이다. 그러나 완전고용이 전제되지 않으면 이 이론도 성립될 수 없다. 투자와 특히 저축은 케인스가 지적했듯이 현실적으로는 이자율보다도 국민소득의 함수이며 저축은 어떠한 이자율 아래서도 국민소득의 조정을 통해 투자와 일치하는 경향이 있다.  가장 새로운 형태의 대부자금설(貸付資金說)에서는 자금수요는 투자뿐 아니라 화폐의 순보장(純保藏)까지도 포함하여 공급측에서는 화폐당국의 새로운 화폐창조(貨幣創造)를 포함한 다음에 대부자금 시장의 균형을 고찰하고 있다. 그것은 고전파의 이론 구성으로부터의 탈피를 뜻하는 하나의 방향이나 자본의 생산력과 저축의 역할을 인정하는 점에서는 여전히 고전파적이라고 할 수 있다.

## 같이 보기
- 노동에 따른 분배 법칙
- 소득 재분배